# Anolis longiceps
Anolis longiceps (навасський аноліс) — вид ігуаноподібних ящірок родини анолісових (Dactyloidae). Ендемік острова Навасса.

## Поширення і екологія
Навасські аноліси є ендеміками невеликого безлюдного острова Навасса в Карибському морі, що є частиною Зовнішних малих островів США. Вони живуть в кактусових і фікусових заростях, лісах і саванах.